# 시청자
시청자(視聽者)는 텔레비전 등의 영상을 보는 사람을 말한다. 시청자의 수를 지표를 시청률이라고 한다.